# Konjarić Vrh
Konjarić Vrh je naseljeno mjesto u Republici Hrvatskoj u Zagrebačkoj županiji. 

## Zemljopis
Administrativno je u sastavu općine Krašić. Naselje se proteže na površini od 0,77 km².

## Stanovništvo
Prema popisu stanovništva iz 2001. godine u Konjarić Vrhu živi 31 stanovnik i to u 14 kućanstava. Gustoća naseljenosti iznosi 40,26 st./km².
| broj stanovnika | 145   | 137   | 172   | 176   | 166   | 161   | 123   | 142   | 123   | 112   | 117   | 98    | 70    | 38    | 31    | 18    | 13    |
|                 | 1857. | 1869. | 1880. | 1890. | 1900. | 1910. | 1921. | 1931. | 1948. | 1953. | 1961. | 1971. | 1981. | 1991. | 2001. | 2011. | 2021. |